# Колесников, Борис Иванович (металлург)
Борис Иванович Колесников (1930—2003) — советский хозяйственный, государственный и политический деятель, Герой Социалистического Труда.

## Биография
Родился в 1930 году в Рухлово. Член КПСС.
С 1950 года — на хозяйственной, общественной и политической работе. В 1950—1990 гг. — сменный мастер на медном заводе, старший мастер, начальник отделения завода, старший диспетчер комбината, начальник производственно-технического отдела, директор никелевого завода, главный инженер, директор Норильского горно-металлургического комбината имени А. П. Завенягина Минцветмета СССР, заместитель министра цветной металлургии СССР, заместитель министра металлургии СССР.
Указом Президиума Верховного Совета СССР от 2 марта 1981 года присвоено звание Героя Социалистического Труда с вручением ордена Ленина и золотой медали «Серп и Молот».
Избирался депутатом Верховного Совета СССР 9-го, 10-го и 11-го созывов.
Почетный гражданин города Норильска.
Умер в Москве в 2003 году.